# Shout at the Devil
Shout at the Devil – drugi album studyjny amerykańskiej grupy heavymetalowej Mötley Crüe. Krążek został wydany 26 września 1983 roku przez Elektra Records.

## Lista utworów
1. „In The Beginning” – 1:13
2. „Shout At The Devil” – 3:16
3. „Looks That Kill” – 4:07
4. „Bastard” – 2:54
5. „God Bless The Children Of The Beast” – 1:33
6. „Helter Skelter” – 3:09
7. „Red Hot” – 2:20
8. „Too Young To Fall In Love” – 3:34
9. „Knock Em Dead Kid” – 3:40
10. „Ten Seconds to Love” – 4:17
11. „Danger” – 4:44

Bonusy
12. „Shout At The Devil” (demo) – 3:15

13. „Looks That Kill” (demo) – 5:03

14. „Hotter Than Hell” (demo) – 2:49

15. „I Will Survive” (niepublikowany) – 3:19

## Twórcy
- Vince Neil – śpiew
- Mick Mars – gitara
- Nikki Sixx – gitara basowa
- Tommy Lee – perkusja